# Trovante
Trovante é uma banda de rock portuguesa conhecida por êxitos como "Perdidamente", "Balada das Sete Saias" ou "Saudade".

## Biografia
Início
O Trovante começou no Verão de 1976 em Sagres, quando um grupo de amigos (João Nuno Represas, Luís Represas, Manuel Faria, João Gil e Artur Costa) se juntou para fazer música. Em 1977 gravaram o seu primeiro disco Chão Nosso, com uma forte componente política aliada à música tradicional portuguesa. No ano seguinte lançaram o álbum Em Nome da Vida, um disco que os confirmou como um nome importante na música de intervenção da época.
Percurso
A partir de 1980 o grupo concentrou-se mais na vertente tradicional. Como resultado o disco Baile no Bosque, lançado em pleno boom do rock português, foi um enorme sucesso comercial. Em plena explosão do Rock em Portugal, os Trovante sobressaíam paralelamente. Para a história ficaram canções como Balada das Sete Saias e Outra Margem.
Fernando Júdice e António José Martins entraram para a banda que passou então a ter sete elementos. Um dos pontos de viragem da carreira da banda foi o concerto do jornal Se7e, que os tornou mais conhecidos.
Em 1983 é lançado o álbum Cais das Colinas, com o célebre tema Saudade, já sem João Nuno Represas que entretanto abandonou o grupo. Em 1984 lançaram 84, um disco que contou com José Salgueiro e que contém canções como Xácara das Bruxas Dançando e Travessa do Poço dos Negros.
Foram das primeiras bandas a reservar o Coliseu de Lisboa durante 3 dias seguidos (todos esgotados). A um dos concertos no Coliseu dos Recreios assistiu o então presidente da República, Mário Soares.
Em 1986 surgiu o álbum Sepes que deu continuidade a espectáculos de grande sucesso. Nesse ano, foram escolhidos para encerrar a festa do Avante, tendo tocado para mais de 100.000 pessoas, espectáculo que, para além da música, oferecia uma "espectacular performance de lasers", uma novidade, à época.
À sombra dos Trovante tinham, entretanto, surgido outros projectos como os Charanga com o disco Aguarela e Mafalda Veiga com Pássaros do Sul, podendo até falar-se no trovantismo e no pós-trovantismo, tal a importância que o grupo adquiriu.
O álbum Terra Firme com os temas Perdidamente (letra de Florbela Espanca) e 125 Azul foi um trabalho assumidamente pop esbatendo as referências mais tradicionais. Em 1988 a banda arriscou uma superprodução no Campo Pequeno resultando num disco ao vivo que rapidamente chegou a disco de platina.
Em 1990 o grupo editou o seu último trabalho de estúdio Um Destes Dias com o grande êxito Timor, que foi todavia mal recebido pela crítica.
O fim e os regressos
Os Trovante encetaram a sua última digressão antes da dissolução definitiva. Luís Represas e João Gil foram os mais bem sucedidos nas posteriores carreiras ou, pelo menos, os que se mantiveram mais visíveis, tendo os restantes elementos optado por carreiras mais longe das luzes da ribalta.
A 12 de Maio de 1999, nas comemorações dos 25 anos da revolução de Abril de 1974, o Presidente da República Jorge Sampaio convidou os Trovante para se reunirem para um espectáculo,  realizado no Parque das Nações, o qual resultou num disco duplo, DVD e numa emissão televisiva.
Pela segunda vez desde a separação, actuaram juntos a 12 de Outubro de 2006, no Campo Pequeno, em Lisboa, a convite do Montepio Geral. Este espectáculo foi registado em DVD mas que não foi lançado comercialmente.
A 22 de Maio de 2010, no segundo dia da edição desse ano do Rock In Rio Lisboa, destinado à comemoração dos 25 anos deste festival, o grupo actuou no Palco Mundo. Ainda antes do concerto, João Gil não descartou a possibilidade da banda se voltar a reunir no futuro.
A 3 de Setembro de 2011 juntaram-se de novo, na 35ª Festa do Avante para a comemoração de 35 anos de fundação da banda. Actuaram no Palco 25 de Abril.

### Aparições nosmédia
Em 2011, a canção "Perdidamente" (1987) foi utilizada num anúncio televisivo da cadeia McDonald's em Portugal.

## Discografia

### Álbuns
- Chão Nosso (1977)
- Em Nome da Vida (1979)
- Baile no Bosque (1981)
- Cais das Colinas (1983)
- 84 (1984)
- Sepes (1986)
- Terra Firme (1987)
- Ao Vivo no Campo Pequeno (1988)
- Um Destes Dias (1990)

### CD
- Saudades do Futuro - O Melhor dos Trovante (1991)
- Uma Noite Só (1999)
- Aula Magna 1983 (2003)

### Singles
- Nuvem Negra (1978)
- Toca A Reunir/Não Há Três Sem Dois (1979)
- Balada das Sete Saias/Companha (1981)
- Saudade/Oração (1983)
- Baila no Meu Coração/Namoro (ao vivo) (1983)
- Bye Bye Blackout/Perdidamente (1988)
- Timor (1999)

### Compilações
- Saudade - Colecção Caravela (1997)
- 125 Azul - Colecção Caravelas (2004)
- Perdidamente - Colecção Caravelas (2004)